# Extensivierung
Extensivierung bedeutet, ein Verfahren oder einen Prozess, in Relation zu einem Standard oder zu einem vorherigen Zeitpunkt, mit geringerem Einsatz betrieblicher Produktionsfaktoren durchzuführen. Übliche betriebswirtschaftlich beschreibbare Produktionsfaktoren sind beispielsweise Arbeitszeit, Betriebsmittel, Kapitalgüter und Boden.

## Extensivierung in der Landwirtschaft
Extensivierung meint in der Landwirtschaft in erster Linie eine durch staatliche Förderprogramme begründete Verringerung der betrieblichen Produktion.
siehe auch → Extensive Landnutzung in Mitteleuropa